# وست بند (آیووا)
وست بند (به انگلیسی: West Bend) شهری در ایالت آیووا کشور ایالات متحده آمریکا است که جمعیت آن در سرشماری سال ۲۰۱۰ میلادی، ۷۸۵ نفر بوده‌است.